# Venezolana
Venezolana è una compagnia aerea charter venezuelana con sede a Maracaibo e con hub dall'aeroporto Internazionale Simón Bolívar.

## Storia
La compagnia aerea è stata fondata da investitori venezuelani nel 2001 come RAVSA (Rutas Aéreas de Venezuela S.A.), soltanto nel 2007 la compagnia aerea ha iniziato le operazioni con il marchio Venezolana. Quando le operazioni sono iniziate, Venezolana ha iniziato ad acquisire negli anni una flotta mista di Boeing 737-200 e McDonnell Douglas MD-80 usati per avviare più servizi di linea verso altre destinazioni all'interno e all'esterno del Venezuela. Durante gli anni 2000, la compagnia aerea ha sperimentato una rapida espansione sul mercato internazionale e nazionale, in particolare con la rotta regionale tra le città di Maracaibo e Caracas, tra le rotte più popolari in Venezuela.
Tuttavia, la reputazione della compagnia è diminuita tra il 2009 e il 2011, a causa di ritardi e cancellazioni dovute a problemi meccanici, cattiva gestione delle procedure operative e saccheggi nei bagagli dei passeggeri. Ciò alla fine ha portato critiche da parte dei passeggeri e, come risposta, la compagnia aerea ha iniziato le procedure di riorganizzazione riducendo il tasso di reclami dei passeggeri. Il 27 febbraio 2012, il Ministero dei Trasporti venezuelano ha sospeso a tempo indeterminato il certificato di operatore aereo di Venezolana a causa di premi assicurativi non pagati per la flotta, causando interruzioni delle operazioni nazionali e internazionali della compagnia aerea. Tuttavia, è stato riferito del pagamento dei premi da parte della compagnia riprendendo le operazioni lo stesso giorno.
Nel gennaio 2014, a causa del cambio valuta CADIVI del governo venezuelano effettuava pagamenti in ritardo alle compagnie aeree nazionali ed internazionali, Venezolana ha avuto problemi con i suoi voli a causa della mancanza di aeromobili disponibili, poiché tutti i suoi aerei tranne uno non erano adatti a volare a causa dell'impossibilità di acquistare parti di ricambio. Di conseguenza, l'Istituto Nazionale dell'Aviazione Civile ha deciso di mettere nuovamente a terra la compagnia aerea, causando interruzioni delle operazioni nazionali e internazionali a tempo indeterminato. Il 26 marzo 2014, la compagnia aerea è stata acquistata da un gruppo di investitori privati e ha ripreso le operazioni.

## Destinazioni
Al 2022, Venezolana opera voli charter verso Panama, Repubblica Dominicana e Venezuela.

## Flotta

### Flotta attuale
A febbraio 2024 la flotta di Venezolana è così composta:

### Flotta storica
Venezolana operava in precedenza con i seguenti aeromobili:
- British Aerospace Jetstream 41
- McDonnell Douglas MD-82